# Austromarxismus

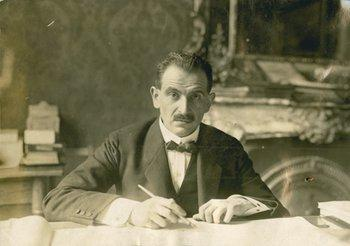
Otto Bauer

Austromarxismus byl především rakouský směr marxismu z konce 19. a počátku 20. století, reprezentovaný jmény jako Victor Adler, Otto Bauer, Karl Renner a Max Adler. Mimo jiné prosazoval personální princip, tedy oddělené socialistické strany pro jednotlivé národnosti na území Rakousko-Uherska, díky čemuž vznikla samostatná česká sociální demokracie, nezávislá na rakouské. Někdy se za austromarxismus považuje pouze učení Otto Bauera a jeho následovníků, zformulované až počátkem 20. století.
Mezi českými socialistickými politiky byl zastáncem austromarxismu (až do vzniku samostatného Československa) především Bohumír Šmeral, pozdější zakladatel KSČ.